# Cerebratulus acutus
Cerebratulus acutus är en djurart som tillhör fylumet slemmaskar, och som beskrevs av Giovanni Domenico Nardo 1847. Cerebratulus acutus ingår i släktet fläsknemertiner, och familjen Cerebratulidae. Inga underarter finns listade i Catalogue of Life.